# Birger Eriksen
Birger Kristian Eriksen, né le 17 novembre 1875 à Flakstad, dans les îles Lofoten, et mort à Oslo le 16 juillet 1958, est un officier norvégien (avec le rang de colonel) qui a joué un rôle décisif dans l'arrêt de la première vague du Gruppe 5 de la force d'invasion allemande sur Oslo durant la Bataille du détroit de Drøbak.
Eriksen était le commandant de la Forteresse d'Oscarsborg lorsque l'Allemagne Nazie attaqua la Norvège dans les premières heures du 9 avril 1940. Il a acquis une notoriété durable pour son commandement et son ordre d'ouvrir le feu sur l'avant-garde des forces de l'Opération Weserübung ayant pour résultats le naufrage du croiseur lourd Blücher de 16 000 tonnes.

## Biographie
Né le 17 novembre 1875 de Caspar Edvard Eriksen (1841-83), capitaine de navire marchand, et de Jensine Pétrinien Arentzen (1842-1936) à Flakstad, dans les îles Lofoten, Birger Eriksen à la mort de son père, quitte la maison à l'âge de 12 ans , pour aller faire ses études à Oslo. Néanmoins, il venait rendre visite à sa mère, chaque été jusqu'à la mort de celle-ci,.
Le 21 novembre 1903 à Vang, Eriksen a épousé Christiane Sæhlie, fille de Andreas Sæhlie (1832-1896) et de Christiane Benedicte Todderud (1843-1929). Le couple a eu un fils et deux filles.

### Carrière militaire
Diplômé de l'école secondaire en 1893,, Eriksen rentre à l'académie de l'armée norvégienne avant d'en sortir en 1896 pour commencer sa carrière militaire. À l'automne de la même année, il réalise un séjour d'études de trois mois à la Technische Hochschule Charlottenburg à Berlin en Allemagne où il se familiarise avec certaines nouvelles méthodes de tir. Après trois années dans l'infanterie, il est muté dans l'artillerie côtière en 1899. En 1901, il est capitaine d'artillerie côtière, et en 1915, il atteint le grade de Major en ayant le commandement (par intérim) des fortifications de Tønsberg. Puis, toujours en 1915, Eriksen est nommé commandant de la forteresse d'Agdenes protégeant la ville de Trondheim, poste qu'il occupera jusqu'en 1931.
En 1931, il a atteint le rang de colonel et prend le commandement de la forteresse de Bergen ; puis deux ans plus tard, il obtient le poste de commandant de la Forteresse d'Oscarsborg, un poste qu'il occupa jusqu'à la fatidique nuit du 9 au 10 avril 1940 qui l'engagea dans la Bataille du détroit de Drøbak.
Au moment de la bataille, Eriksen était à six mois de la retraite.
Il était présent lorsque la Forteresse d'Oscarsborg a été remise à l'armée norvégienne, le 12 mai 1945, plus de cinq ans après qu'elle fut tombée aux mains des Allemands le 9 avril 1940. Eriksen fit alors un discours sur le drapeau comme le symbole de la patrie.

### Responsabilité
Birger Eriksen est célèbre pour sa participation dans la bataille du détroit de Drøbak dans laquelle il a tiré sur le croiseur lourd Blücher allemand sans tir de semonce comme le prévoyait la procédure et sans ordres. Il s'en explique ainsi« La Mission de la forteresse d'Oscarsborg au moment des périls a toujours été d'arrêter tout intrus qui pénètre dans Oslo. Le matin du 9 Avril, nous savions depuis quelques heures déjà que, sans savoir pourquoi, certains navires inconnus étaient passés au nord de Bolæren malgré les bombardements. Il convenait alors de les considérer comme des agresseurs en approche. Dès que les navires ont été clairement vu, le commandant n'a eu aucun scrupule en décidant d'utiliser pleinement sa puissance de feu. L'absence de déclaration de guerre devait être ignorée. Toute tentative de demander aux autorités supérieures était inutile. Il n'y avait pas le temps pour des palabres. Pas le temps pour le contrôle de la nationalité. Les avertissements ont dû être ignorés. Le bluff des attaquants n'a pas besoin d'être accepté.... Bien sûr, j'ai réalisé que c'était très grave d'ouvrir soudainement le feu avec toute la puissance possible contre une flotte «pacifique» écrasante. Pour avoir une vue d'ensemble complète et afin qu'il n'y ait aucun doute sur qui avait la pleine responsabilité, j'étais allé sur la ligne de front, où le poste du commandant n'est généralement pas. Je savais aussi que le moment de l'ouverture du feu était un moment historique qui devrait être soigneusement minuté. Lorsque j'ai commandé le feu, j'ai regardé l'horloge et j'ai noté 04h04. »

### Conséquences
En coulant le navire de tête du Gruppe 5, le croiseur lourd Blücher, les autres navires allemands stoppèrent leur avance avant de débarquer leurs troupes relativement loin d'Oslo au sud de Drøbak, à Son. Cela eut comme conséquence que les troupes allemandes arrivèrent 30h00 après l'heure prévue, laissant le temps à la famille royale, au gouvernement et au parlement de se mettre en sécurité. Les réserves d'or de la Norvège ont également été sauvées. Cinquante tonnes d'or ont été chargés sur 26 camions et expédiés hors d'Oslo afin qu'ils ne tombent pas entre les mains des Allemands.
Dans la journée du 9 avril 1940, la forteresse d'Oscarsborg essuie un bombardement aérien de neuf heures mené par 42 appareils de la Luftwaffe. Le lendemain, à la lumière du débarquement des troupes allemandes au sud de Drøbak, de la prise d'Oslo et sans le soutien de troupes d'infanterie, Birger Eriksen estime qu'une résistance serait vaine. La forteresse est entrée en négociation avec les Allemands, et les bombardements ont alors cessé. La forteresse se rendit le lendemain, intacte, à 9 heures du matin le 10 avril.

### Enquêtes après la Seconde Guerre mondiale
Bien qu'Eriksen ait été récompensé pour son choix d'ouvrir le feu, après la guerre, il a également fait l'objet de critiques par des enquêteurs, qui estimaient qu'il avait cédé sa forteresse plus tôt que ce qui avait été nécessaire. Eriksen s'est défendu et a déclaré qu'il avait agi sous une énorme pression, et qu'en fait il avait ouvert le feu contre les envahisseurs allemands, contrairement aux ordres officiels norvégiens qui voulaient qu'il y ait d'abord des coups de semonces sur les intrus.
De plus, la Commission d'Enquête de 1945 et la Commission d'Enquête Militaire de 1946, ont confirmé Eriksen pour avoir respecté ses devoirs lors de l'invasion allemande.

## Héritage
Birger Eriksen est mort le 16 juillet 1958 à Oslo, laissant l'image d'un célèbre héros de la guerre. Le service funèbre a eu lieu au Nouveau Crématorium d'Oslo et l'urne avec les cendres d'Eriksen a été enterré dans l'église de Drøbak. À la suite d'une initiative privée et la création d'un comité pour lui rendre hommage, ses cendres ont été exhumés, le 4 octobre 1977 et déménagés au prestigieux cimetière de Notre-Sauveur à Oslo. 
La reconnaissance définitive des efforts d'Eriksen, et la réfutation des critiques du début de l'après-guerre à propos de ses actions, prirent une place dans les célébrations du 50e anniversaire de la fin de la Seconde Guerre mondiale. Le 6 mai 1995, le Roi Harald V a dévoilé une statue de Eriksen sur la place Borggården à Oscarsborg Principale du Fort, en plaçant le Colonel parmi les leaders norvégiens le la Seconde Guerre Mondiale.
Birger Eriksen, tout comme le général Olsson, le général Holtfodt et le colonel Stang, est considéré comme l'un des « quatre grands » dans l'artillerie côtière norvégienne.
Eriksen est joué par Erik Hivju en 2016 dans le film Le Choix du roi (Kongens nei), dans lequel les scènes de la Bataille de Drøbak ont été recréées et filmées à la Forteresse d'Oscarsborg.

## Citations
- « C'est une médaille ou la cour martiale ! Feu ! » - Birger Kristian Eriksen, alors qu'il donnait l'ordre de tirer sur le croiseur lourd allemand Blücher[14].
- « Ce n'est pas vraiment difficile de tirer, mais c'est immensément difficile de prendre la décision de tirer. » - Déclaration d'après-guerre concernant sa décision d'ouvrir le feu[15].

## Distinctions
- Croix de guerre avec l'épée (no) – Le 16 novembre 1945[8],[13]
- Légion d'honneur (fr) – Mai 1946[13]
- Croix de guerre (fr) – Mai 1946[13]